# Cerny-en-Laonnois
Cerny-en-Laonnois település Franciaországban, Aisne megyében. Lakosainak száma 63 fő (2022. január 1.). Cerny-en-Laonnois Chamouille, Chermizy-Ailles, Neuville-sur-Ailette, Paissy, Pancy-Courtecon és Vendresse-Beaulne községekkel határos.

## Népesség
A település népességének változása:
| Lakosok száma | 41   | 55   | 49   | 64   | 70   | 67   | 64   | 63   | 62   | 63   |
|               | 1968 | 1982 | 1990 | 2006 | 2013 | 2015 | 2017 | 2019 | 2020 | 2022 |